# The Indestructible Wife
The Indestructible Wife er en amerikansk stumfilm fra 1919 af Charles Maigne.

## Medvirkende
- Alice Brady som Charlotte Ordway
- Anne Cornwall som Toots Brooks
- Percy Marmont som Schuyler Horne
- Saxon Kling som Jim Ordway
- Sue Balfour